# Joseph Hörwick
Joseph Hörwick (* 23. September 1879 in Münster bei Schwabmünchen; † 1960) war ein deutscher Lehrer und Geologe.
Hörwick war Leiter der Volksschule im Münchner Stadtteil Berg am Laim und Schulrat des dortigen Schulbezirks. Er initiierte die Schüler- und Lehrerwanderungen.
Daneben war er Vorsitzender der Gesellschaft für Bayerische Landeskunde, forschte zur Gesteinskunde seiner Heimat und baute eine bedeutende Gesteinssammlung auf.
Die Bayerische Akademie der Wissenschaften zeichnete ihn 1948 für seine geologischen Ausstellungen mit der Medaille „Bene merenti“ in Silber aus. 1952 erhielt er das Verdienstkreuz (Steckkreuz) der Bundesrepublik Deutschland. Nach ihm ist der Joseph-Hörwick-Weg in München benannt.